# Gai Camil
Gai Camil (en llatí Caius Camillus) va ser un jurista romà amic de Ciceró que en tenia una gran opinió sobre la seva prudència i capacitat de judici. Ciceró el consultava sovint sobre temes de negocis i de dret. A la taula de Ciceró va ser un convidat freqüent, i va ser notable pel seu interès per les novetats, i per la seva extrema netedat personal.
Ciceró el menciona amb freqüència en les seves cartes, en una de les quals diu que va consultar Camil sobre el ius praediatorium, una branca de la fiscalitat a Roma que era un tema molt difícil i complex, fins al punt que alguns juristes es dedicaven només al seu estudi. Podria ser la mateixa persona que Furi, que també va ser jurista.